# Rune Factory: A Fantasy Harvest Moon
Rune Factory: A Fantasy Harvest Moon (ルーンファクトリー -新牧場物語-, Rune Factory: Shin Bokujō Monogatari) est un jeu vidéo de rôle et de simulation développé par Neverland et sorti en 2006 sur Nintendo DS.

## Accueil
- Famitsu : 33/40[1]